# 1762 en musique classique
| \| • Retour à la chronologie générale de la musique classique • \| |
| Grèce • Rome • Haut Moyen Âge • VIIIe siècle • IXe siècle • Xe siècle • XIe siècle XIIe siècle • XIIIe siècle • XIVe siècle • XVe siècle • XVIe siècle • XVIIe siècle XVIIIe siècle • XIXe siècle • XXe siècle • XXIe siècle |
| • Retour à la chronologie générale de la musique classique • |

| Années en musique classique : 1759 - 1760 - 1761 - 1762 - 1763 - 1764 - 1765    |
| Décennies en musique classique : 1730 - 1740 - 1750 - 1760 - 1770 - 1780 - 1790 |

## Événements
- 2 février : Artaxerxès, opéra seria de Thomas Arne, créé au Covent Garden de Londres.
- 5 octobre : Orfeo ed Euridice, opéra de Christoph Willibald Gluck, créé au Hoftheater de Vienne.
- 4 novembre : Sophonisbe, opéra de Tommaso Traetta, créé à Mannheim.
- 22 novembre : Le Roi et le Fermier, opéra-comique de Pierre-Alexandre Monsigny, créé au Théâtre-Italien.
- 24 novembre : L'Olimpiade, (Олимпиада), opéra de Vincenzo Manfredini, livret de Pietro Metastasio, créé à Saint-Pétersbourg.
- Te Deum Laudamus du compositeur créole Manuel de Moraes Pedrozo.
- la Symphonie no 9 en do majeur Hob.9 de Joseph Haydn est composée.
- vers 1762 : Joseph Haydn, Concerto pour violoncelle en do majeur.
- Wolfgang Amadeus Mozart, âgé de 6 ans, donne un concert à la cour impériale de Vienne.

## Naissances

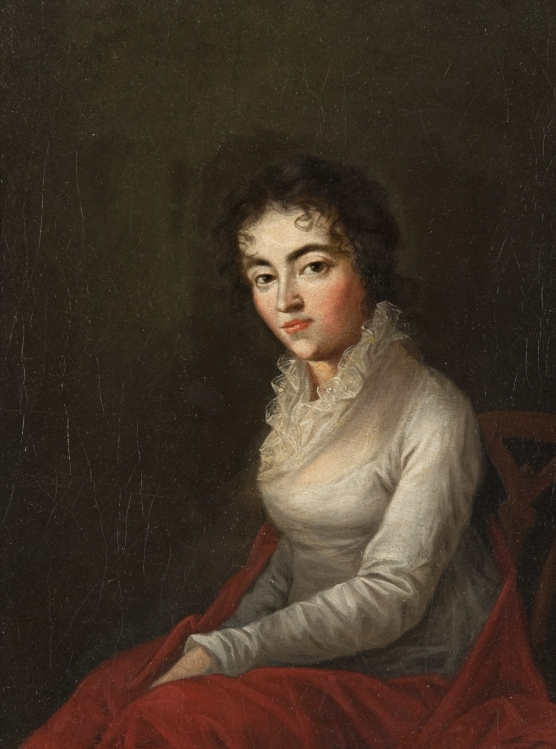
Constance Mozart

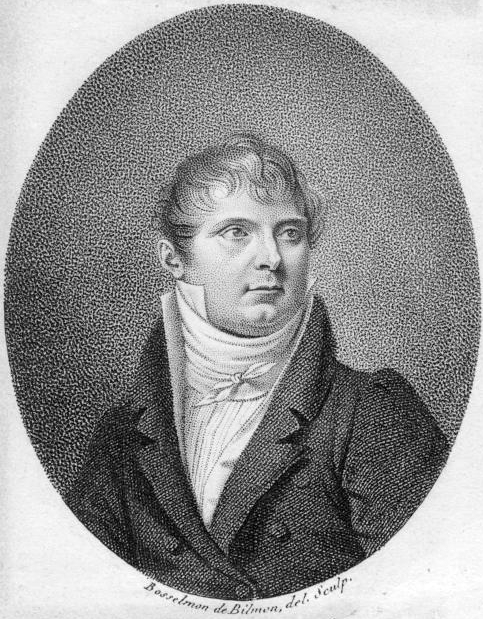
Jérôme-Joseph de Momigny

- 5 janvier : Constance Mozart, épouse de Wolfgang Amadeus Mozart († 6 mars 1842).
- 11 janvier : Ann Valentine, compositrice et organiste anglaise († 13 octobre 1842 ou 13 octobre 1845).
- 20 janvier : Jérôme-Joseph de Momigny, compositeur, musicologue, éditeur et homme politique français († 25 août 1842).
- 29 janvier :
  - Jan-Pieter Suremont, compositeur et musicologue flamand († 8 mars 1831).
  - Giuseppe Nicolini, compositeur italien († 18 décembre 1842).
- 2 février : Girolamo Crescentini, soprano italien († 24 avril 1846).
- 24 mars : Marcos Portugal, compositeur et organiste portugais († 17 février 1830).
- 26 mars : Francesco Pollini, compositeur et pianiste italien († 17 septembre 1846).
- 4 avril : Stephen Storace, compositeur anglais d'opéras († 16 mars 1796).
- 24 avril : Thomas Delcambre, bassoniste, compositeur et pédagogue français († 6 janvier 1828).
- 26 avril : Pierre-Jean Garat, baryton français († 1er mars 1823).
- 16 juin : Carl Christian Agthe, organiste et compositeur allemand († 27 novembre 1797).
- 10 novembre : Marie-Elizabeth Cléry, harpiste et compositrice française († 1811).
- 25 décembre : Michael Kelly, ténor et compositeur irlandais († 9 octobre 1826).
- 26 décembre : Franz Tausch, clarinettiste et compositeur allemand († 9 février 1817).

Date indéterminé
- Michel Dieulafoy, librettiste et dramaturge français († 13 décembre 1823).
- Johann Georg Graeff, flûtiste et compositeur allemand († 7 février 1829).

## Décès

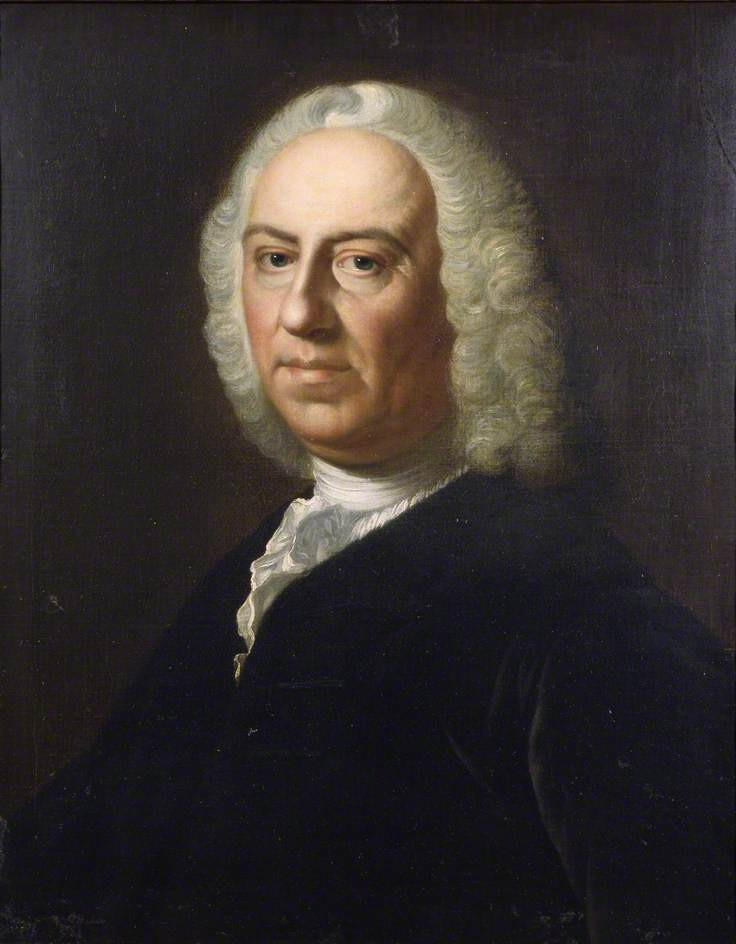
Francesco Geminiani

- 11 février : Johann Tobias Krebs, compositeur et organiste allemand (° 7 juillet 1690).
- 5 mars : Georg Christian Schemelli, Kantor allemand (° 1678).
- vers le 25 mars : Johann Christian Schickhardt, compositeur allemand (° vers le 1682).
- 4 avril : Pietro Guarneri, luthier italien (° 4 avril 1695).
- 14 mai : Joseph Umstatt, compositeur autrichien (° 5 février 1711).
- 19 juin : Johann Ernst Eberlin, compositeur et organiste allemand (° 27 mars 1702).
- 5 juillet : Jakob Adlung, organiste allemand (° 14 janvier 1699).
- 15 juillet : Laurent Belissen, compositeur français (° 8 août 1693).
- 20 juillet : Christoph Nichelmann, pianiste et compositeur allemand (° 13 août 1717).
- 8 août : Jean Audiffren, compositeur français (° 24 septembre 1680).
- 17 septembre : Francesco Geminiani, compositeur italien (° 5 décembre 1687).
- 6 octobre : Francesco Manfredini, violoniste et compositeur italien (° 22 juin 1684).
- 26 novembre : Jacques-Christophe Naudot, compositeur et flûtiste français (° vers 1690).

Date indéterminée
- André-Joseph Exaudet, violoniste et compositeur français (° 1710).
- Giacomo Giuseppe Saratelli, organiste, compositeur et maître de chapelle italien (° 1714).
- Jean Zewalt Triemer, violoncelliste et compositeur allemand (° vers 1700).